# Eżektorowy zestaw czołgowy EZCz-54/55
Eżektorowy zestaw czołgowy EZCz – 54/55 – polski zestaw do prowadzenia zabiegów specjalnych, odkażania, dezynfekcji i dezaktywacji sprzętu wojskowego.

## Opis
Eżektorowy zestaw czołgowy EZCz – 54/55 był przyrządem przeznaczonym do odkażania i dezaktywacji czołgów T-54 i T-55.
Działał w dwóch trybach: 
- zmywanie substancji promieniotwórczych ze skażonych powierzchni przy pomocy wodnych roztworów dezaktywacyjnych,
- odpylanie pyłu promieniotwórczego z suchych skażonych powierzchni.

Odkażanie prowadzono tylko za pomocą wodnych roztworów odkażających. Czołgi mogły być odkażane lub dezaktywowane tylko w tym przypadku, gdy zawczasu przyspawano do końca rury wydechowej kołnierz montażowy. 

## Części zestawu
Przyrząd EZCz-54/55 składa się z części służących do zasysania i podawania roztworów roboczych na odkażane lub dezaktywowane powierzchnie oraz do zasysania pyłu. W przyrządzie EZCz-54/55 występują dwie strumienice, o jednakowych korpusach, ale różniące się otworem wylotowym dyszy roboczej. Strumienicę o średnicy 6 mm wykorzystuje się w procesie dezaktywacji, zaś strumienicę o średnicy 8 mm w procesie odkażania. Podstawowym wariantem pracy przyrządu jest odkażanie i dezaktywacja czołgów przy pomocy
wodnych roztworów roboczych. Dodatkowy wariant pracy przyrządu polega na dezaktywacji powierzchni czołgu przez odpylanie.